# Андріамбеломасіна
Андріамбеломасіна (*д/н — 1770) — 2-й мпанзака (володар) держави Імерина-Аварадрано у 1730—1770 роках. Відомий також як Андріамагеріціалаінолотані («Сильний володар, землю якого не можна вкрасти»).

## Життєпис
Онук Андріамасінавалуни, правителя. Син доньки останнього Рангорінімерини. Його батько Андріяміфонозозоро походив з підклану, нащадків правителів Імерини. При народженні отримав ім'я Ракотомаво («Жовта людина»). Був всиновлений вуйком Андріанцімітовіамініандріаною, правителем Імерини-Аварадрано, що не мав синів. Згодом оголошений його спадкоємцем.
Близько 1730 року успадкував трон, змінивши ім'я на Андріамбеломасіна («Живий Священний Володар»). Спочатку вимушений був протистояти знаті та іншим братам, які виступили проти нього. Зі значними труднощами йому вдалося зберегти владу. Продовжив політику попередника щодо відновлення єдності держави. Втім його численні війни проти держав Імерина-Амбогідратрімо й Імерина-Антананаріву не мали успіху.
Для розвитку економіки заснував перший на Мадагаскарі монетний двір, де став карбувати власні срібні монети (тавайки) за зразком португальського піастру. Втім робота монетного двору припинилося через декілька років через не змогу витримати конкуренції з напливом іноземних монет від французів, голландців, англійців та португальців. Він також встановив стандартне вимірювання, яке називалася «вата», яке дорівнювало десь 15 літрам.
Свою доньку Ранавалонанадріамбеломасіну видав заміж за Андріаміарамаджаку (далекого нащадка Андріанцімітовіамініандріани), володаря поселень Ікалоя та Анжафі. Синам Андріанцімітовіамінандріана та Андріанцімітовізафінітрімо надав значні володіння. Старшого сина Андріанджафі призначив спадкоємцем, а останньому повинен був спадкувати онук від доньки — Рамбуасалама. Помер близько 1770 року.